# Linie následnictví etiopského trůnu

Znak etiopského císařství

Následnictví etiopského trůnu po dobu trvání etiopské monarchie určovala ústava z roku 1955 (platná do 15. září 1974, monarchie zrušena v březnu 1975), která nahradila předchozí ústavu z roku 1931 (napsána podle japonské Ústavy Meidži). Následnictví trůnu upravovaly články 2, 5, 6, 13 a 15. Další články upravovaly regentství. 
Podle článku 2 ústavy měla být císařská hodnost (provždy) ustanovena v potomcích císaře Haile Selassie I., který byl pravnukem krále Sahle Selassie, který sám byl v nepřerušené mužské linii (v 222. generaci) potomkem císaře Menelika I. a jeho matky královny ze Sáby a Etiopie.
Článek 5 upravoval konkrétně následnický řád ve smyslu aplikace salického práva tj. dědice trůnu může být pouze muž, v mužské linii následnictví, který je potomkem sezdaných rodičů. Přednost v následnictví má nejstarší syn před mladším, bližší příbuzný před vzdálenějším, starší linie před linií mladší. Dále článek zmiňoval dodatečné podmínky pro následnictví upravené zvláštním zákonem ve shodě s články 6 až 16 ústavy tj. dědic musel býti etiopským ortodoxním křesťanem (příslušníkem státní církve).
Následující článek č. 6 upravoval pozici nenarozených dětí v klasickém smyslu, že nenarozené dítě je dědicem hned za pozicí otce nebo obsadí jeho pozici pokud jde o pohrobka), pokud na se narodí jako chlapec. Pokud by se narodilo děvče jednalo by se jako by tento dědic nikdy neexistoval.
Články 13 a 15 upravovaly situaci, kdy není dědiců dle článku 5 (tj. mužští potomci císaře Haile Selassie). V takové situaci císař veřejně určí svého možného dědice po předchozí konzultaci s Korunní radou. Tento dědic ale musí být co nejbližší mužský příbuzný císaře a také přímým potomkem krále Sahle Selassie (pravděpodobně v ženské linii stejně jako Haile Selassie). Pozici tohoto určeného dědice, ale vždy může změnit narození mužského potomka císaře.

## Současná linie následnictví
- Sahle Selassie (1795–1847), král Šhewy
  - Haile Melekot (1824–1855), král Šhewy
    -  císař Menelik II. (1844–1913)
      -  císařovna Zauditu I. (1876–1930)
      - princezna Shoaregga Sahle Maryam
        -  císař Ijasu V. (1887–1935)

  - princezna Tenagnework Sahle Selassie (1824–1855)
    - Ras Makonnen (1852–1906)
      -  císař Haile Selassie I. (1892–1975)
        -  císař Amha Selassie (1916–1997)
          -  Zera Yacob Amha Selassie (*1953), hlava rodu, pretendent trůnu

        - princ Makonnen, vévoda z Hararu (1923–1957)
          - princ Pawlus Wossen Seged Makonnen, vévoda z Hararu (1947–2021)
          - (1) princ Michael Makonnen, vévoda z Hararu (*1950)
          - princ Dawit Makonnen Makonnen (1952–1989)
            - (2) princ Yokshan Makonnen (*1978)
            - (3) princ Joel Makonnen (*1982)

          - (4) princ Fileppos Taffari Makonnen (*1954)
            - (5) princ Dawit Tafari Makonnen (*1992)
            - (6) princ Isajas Tafari Makonnen (*1998)

          - (7) princ Baeda Mariam Makonnen (*1957)

        - princ Sahle Selassie (1931–1962)
          - (8) princ Ermias Sahle Selassie (*1960)
            - (9) princ Christian Sahle Selassie Ermias (*1992)
            - (10) princ Rafael Fesseha Zion Ermias (*1992)